# Suore francescane del Cuore di Gesù
Le Suore Francescane del Cuore di Gesù (in inglese Franciscan Sisters of the Heart of Jesus) sono un istituto religioso femminile di diritto pontificio.

## Storia
La congregazione fu fondata il 18 ottobre 1880 a Victoria, sull'isola di Gozo, dal sacerdote Giuseppe Diacono: in origine si trattava di una semplice comunità di "zitelle", poi si sviluppò fino a diventare una casa di carità per l'assistenza alla gioventù povera della città.
Il 6 maggio 1886 Pietro Pace, vescovo di Gozo, diede alla comunità delle costituzioni basate su quelle delle suore francescane missionarie del Cuore Immacolato di Maria.
Giuseppe Diacono aveva voluto limitare l'apostolato delle sue suore alla sola isola di Gozo ma il vescovo Pietro Pace, che nel 1889 era passato alla sede vescovile di Malta, promosse la diffusione delle suore: in questo fu assecondato dalla superiora della comunità, madre Margherita del Sacro Cuore (Virginia de Brincat), considerata confondatrice dell'istituto.
Dopo Gozo e Malta, le suore fecero fondazioni a Corfù, dove esisteva una colonia maltese, in Sicilia e a Roma; la prima missione fu aperta nel 1925 in Eritrea.
L'istituto, aggregato all'Ordine dei Frati Minori dal 12 ottobre 1903, ricevette il pontificio decreto di lode il 2 luglio 1937 e l'approvazione definitiva delle costituzioni il 23 dicembre 1946.

## Attività e diffusione
Le francescane del Cuore di Gesù si dedicano all'istruzione e all'educazione cristiana e civile della gioventù, nonché all'assistenza ad anziani e ammalati in ospizi, ospedali, ambulatori e opere analoghe.
Le suore sono presenti in Africa (Etiopia, Kenya), in Asia (Filippine, Israele, Pakistan), in Europa (Grecia, Italia, Malta, Regno Unito), in Australia e in Brasile; la sede generalizia è a Santa Maria delle Mole.
Alla fine del 2011 la congregazione contava 489 religiose in 67 case.